# Keuc
Keuc je priimek v Sloveniji, ki ga je po podatkih Statističnega urada Republike Slovenije na dan 1. januarja 2010 uporabljalo 50 oseb.

## Znani nosilci priimka
- Maja Keuc, pevka zabavne glasbe
- Nataša Keuc, manekenka